# Dauerbaustelle (Straßenbau)

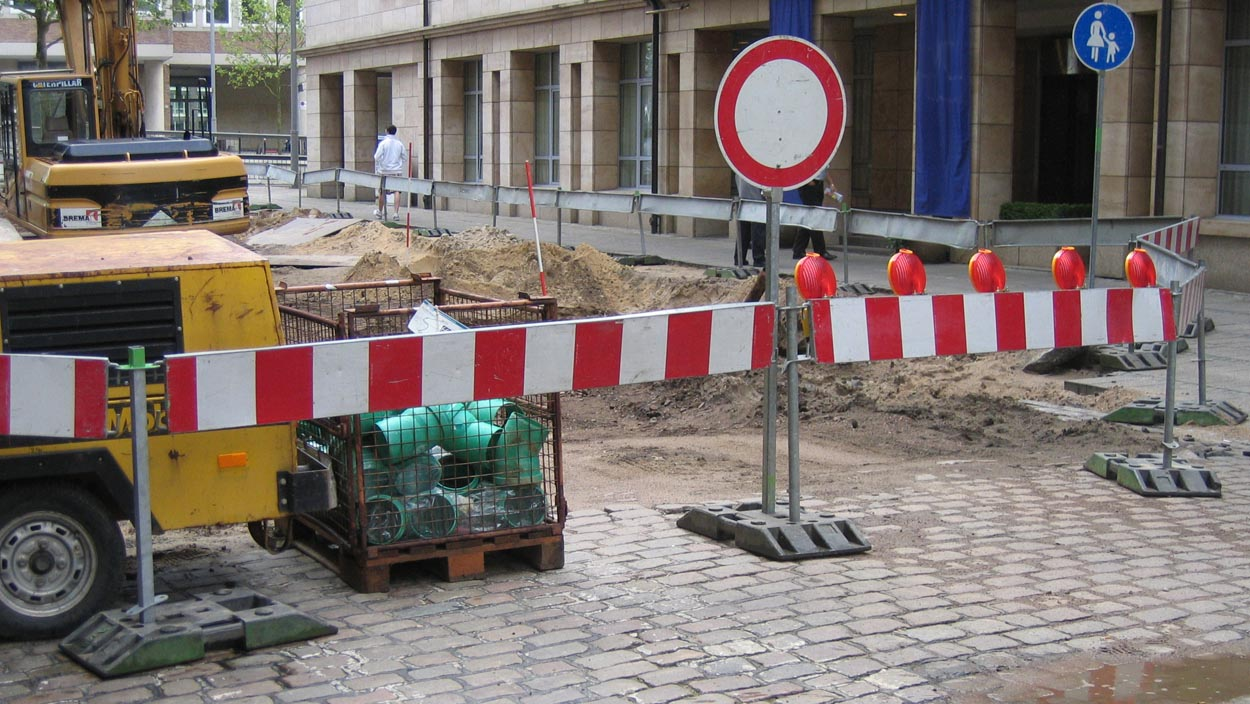
Aufgrabungen im Straßenraum als Dauerbaustelle.

Eine Dauerbaustelle (fachsprachlich auch Arbeitsstelle von längerer Dauer) ist eine Arbeitsstelle an einer Straße, die mindestens über einen ganzen Tag ortsfest besteht. Im Gegensatz zur Tagesbaustelle (Arbeitsstellen von kürzerer Dauer) sind die Anforderungen an die Absicherung der Arbeitsstelle bei Dauerbaustellen höher, da sie auch bei Dunkelheit bestehen und in der Regel wesentlich in die Verkehrsführung eingreifen. Des Weiteren sind auch die Anforderungen an die Absperrmaterialien höher oder manche Absperrmaterialien sind unzulässig (beispielsweise Leitkegel). Um eine ständige Funktionsfähigkeit der Arbeitsstellensicherung zu gewährleisten, sind in regelmäßigen Abständen Kontrollen sowohl am Tag als auch in der Nacht zu machen. 

## Normen und Standards
Deutschland
- Richtlinien für die Sicherung von Arbeitsstellen an Straßen (RSA)

Österreich
- RVS 05.05.40 ff. - Baustellenabsicherung

Schweiz
- SN 640 885c - Signalisation von Baustellen auf Autobahnen und Autostrassen
- SN 640 886 - Temporäre Signalisation auf Haupt- und Nebenstrassen
- SN 640 886p - Temporäre Signalisation auf Haupt- und Nebenstrassen